# ادی سانچز
ادی سانچز (انگلیسی: Eddie Sanchez؛ زادهٔ ۴ نوامبر ۱۹۸۲) ورزشکار هنرهای رزمی ترکیبی اهل ایالات متحده آمریکا است.